# La Vie des idées
La Vie des idées est une revue fondée en 2005 par l'historien Pierre Rosanvallon. Après quelques numéros, la revue laisse la place en 2007 à un nouveau site Internet, plus ambitieux, qui est hébergé au Collège de France et qui est officiellement lancé en octobre 2007. 

## Présentation
Éditée par le think tank La République des idées, elle a d'abord été publiée sur papier, avant de passer sur Internet en 2007 comme revue en ligne.
Elle se définit comme un « mensuel d'information international sur le débat d'idées ». Elle publie cinq articles (essais, recensions, entretiens et podcasts) en français chaque semaine.
En 2022, elle est codirigée par François Héran et Pierre Rosanvallon, avec Florent Guénard à la direction de la rédaction et plusieurs chercheurs/ses comme rédacteurs en chef (Nicolas Delalande, Nicolas Duvoux, Ivan Jablonka, Marieke Louis, Jules Naudet, Pauline Peretz…).

## Histoire
En avril 2005, Pierre Rosanvallon et Thierry Pech, deux intellectuels orientés au centre gauche, décident de créer une revue pour aborder "les débats d'idées qui traversent les autres sociétés", puisque la mondialisation ne les a pas rendus plus accessibles. Le premier numéro évoque notamment le renouveau de la sociologie en Chine, Paris vu par les Américains à travers la série Sex and the City, ou les mythes de la guerre civile espagnole.

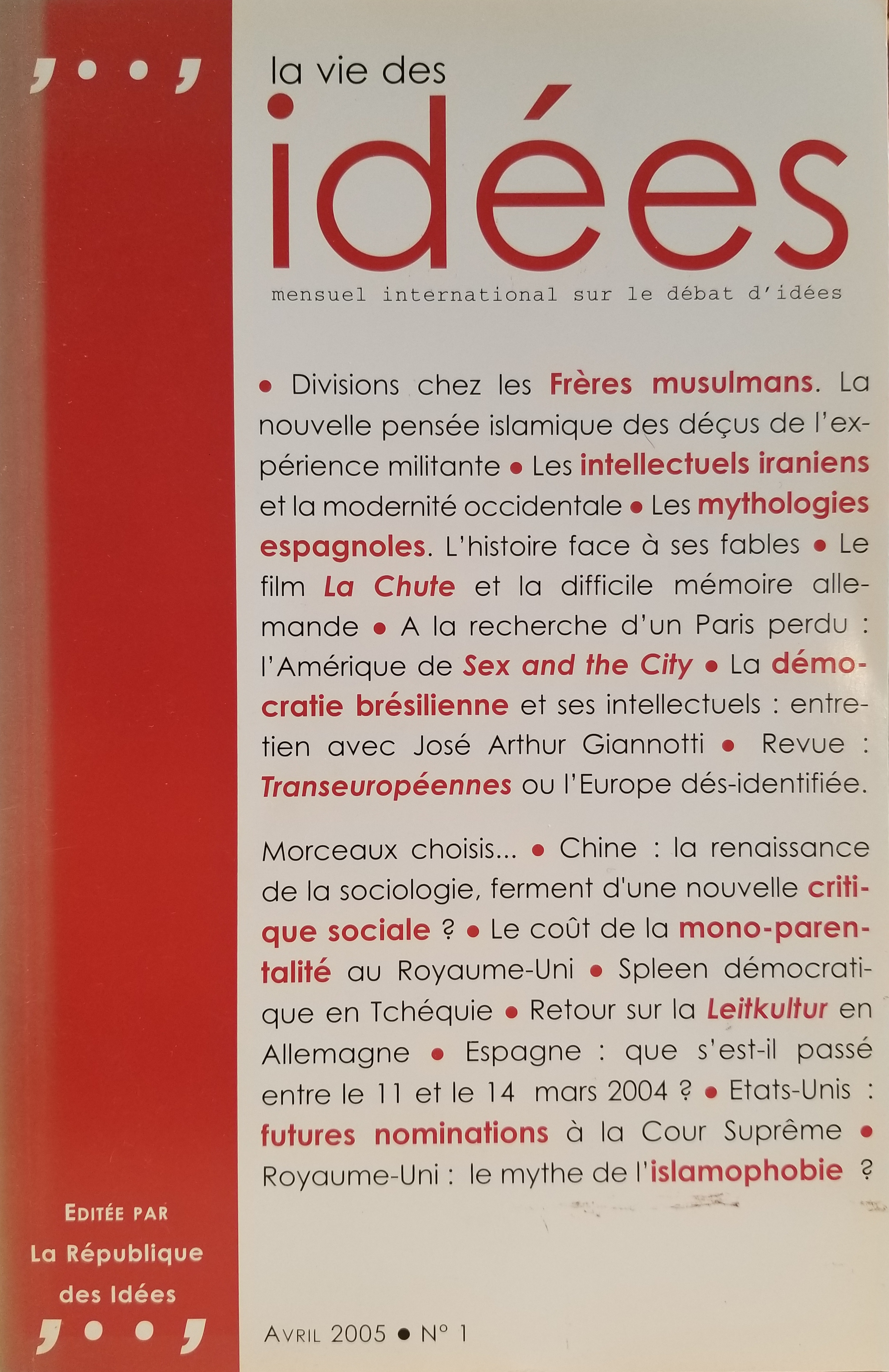
Le premier numéro de La Vie des idées (papier).

Dans son éditorial intitulé « Regarder ailleurs », Thierry Pech affirme que « le travail intellectuel ne consiste pas prioritairement à prendre position. Rien ne l’oblige à dire "oui" ou "non" », l'important étant de « choisir ses questions et de revendiquer le droit de regarder ailleurs ».
En 2006, avec toujours Thierry Pech aux commandes, le comité de rédaction comprend notamment Michael Behrent, Anne-Lorraine Bujon, Ivan Jablonka, Sylvie Laurent, Nicolas Véron.
En 2011, elle possède trois rubriques :
- « Livres & Études » : recensions d'ouvrages récemment parus en sciences humaines et sociales, en France et à l’étranger ;
- « Essais & débats » : articles approfondis que la rédaction commande ou reçoit et qu’elle évalue ;
- « Idées du monde » : textes qui montrent ce qui fait débat à l’étranger.

## Édition
Aux Presses universitaires de France, une collection « La Vie des idées » est fondée en 2013 par Ivan Jablonka, dirigée à partir de 2018 par Ariel Suhamy et Nicolas Duvoux,.